# Parelbella macleannani
Espèce
Parelbella macleannani est une espèce de lépidoptères de la famille des Hesperiidae, de la sous-famille des Pyrginae et de la tribu des Pyrrhopygini.

## Dénomination
Parelbella macleannani a été nommé par Frederick DuCane Godman et Osbert Salvin en 1893 sous le nom initial d' Hesperia ahira.

### Nom vernaculaire
Parelbella macleannani se nomme Macleannan’s Skipper en anglais.

## Description
Parelbella macleannani est un papillon au corps trapu au thorax rayé noir et bleu clair en long et à l'abdomen rayé en cercle. 
Les ailes sont de couleur marron à noir avec aux ailes antérieures un tracé bleu clair métallisé submarginal, le long du bord interne et près de la base et deux bandes blanches veinées de foncé et aux ailes postérieures une bande submarginale et deux autres qui lui sont parallèles.
Le revers est semblable.

### Chenille
La chenille est noire cerclée de fines lignes jaune et les deux extrémités rougeâtres.

## Biologie

### Plantes hôtes
Les plantes hôtes de sa chenille sont des Eugenia dont Eugenia basilaris.

## Écologie et distribution
Parelbella macleannani est présent dans le Sud du Mexique, au Costa Rica, au Nicaragua, au Guatemala, au Panama, en Colombie et en Équateur.

### Protection
Pas de statut de protection particulier.